# Soledad C. Chacón
Soledad C. Chacón, född 1890, död 1936, var en amerikansk politiker (demokrat). 
Hon var Secretary of State i New Mexico 1923-1926. Hon var den första kvinnan som valdes till ämbetet Secretary of State i USA och i New Mexico. 
I egenskap av Secretary of State fungerade hon som ställföreträdande Guvernör i New Mexico under två veckor 1924 när den ordinarie guvernören var frånvarande. Hon var den andra kvinna efter Carolyn B. Shelton som agerade ställföreträdande guvernör i USA. Den första kvinnliga guvernören var dock Nellie Tayloe Ross 1925.